# Samsung Galaxy S8
Samsung Galaxy S8, Samsung Galaxy S8+ i Samsung Galaxy S8 Active pametni su telefoni južnokorejske tvrtke Samsung Electronics temeljeni na operacijskom sustavu Android. Dio su serije uređaja Galaxy S i nasljeđuju modele Samsung Galaxy S7 i S7 Edge.
S8 i S8+ sadrže nadograđen hardver i značajne promjene dizajna u odnosu na uređaje S7 i S7 Edge, kao što je veći ekran s višim omjerom slike, zaobljenjim rubovima uređaja, prepoznavanje šarenice i lica, virtualni asistent Bixby, itd.
S8 i S8 + dobili su uglavnom pozitivne kritike. Njihov dizajn i oblik faktor pohvalio, a kritičari su također volili ažurirani softver i optimizacije kamere. Primili su kritike za dvostruke softverske aplikacije, bezbrižne značajke Bixbya tijekom pokretanja, za postavljanje senzora otiska prsta na stražnjoj strani uz kameru i za slabe biometrijske opcije za otključavanje telefona. Videozapisi objavljeni nakon puštanja telefona dokazali su da se skeneri lica i irisa mogu pauzirati prikladnim fotografijama korisnika.
S8 i S8 + bili su u velikoj potražnji pri otpuštanju. Za vrijeme predbilježbe, u Južnoj Koreji je zabilježeno milijun jedinica, a ukupni prodajni brojevi bili su 30% veći od Galaxy S7. Međutim, kasnija izvješća u svibnju objavila su prodaju od preko pet milijuna primjeraka, što je znatno niži prodajni broj prvog mjeseca od prethodnih modela serije Galaxy S.